# 克拉斯米尔·鲍里索夫
克拉斯米尔·鲍里索夫·乔尔杰夫（1950年4月8日—），是前保加利亚足球选手，司职中场，曾代表国家队参加1974年国际足联世界杯。他还曾为索菲亚列夫斯基足球俱乐部效力。